# 西上いつき
西上 いつき（にしうえ いつき、1987年3月11日 - ）は、大阪府枚方市出身で『IY Railroad Consulting』の代表。鉄道運転士、東京交通短期大学・非常勤講師、ライター、鉄道アナリスト、YouTuber 。本名は西上 逸揮（読み同じ）。

## 来歴
私立大阪明星高等学校、関西大学商学部を卒業と同時に名古屋鉄道に入社。総合職採用だったが、本人たっての希望により車掌・運転士・指令員等を経験し、2015年に同社を退職。その後、シンガポールの外資系企業を経てIY Railroad Consultingを設立。
2021年8月よりYahoo! JAPANの公式コメンテーターに就任。
2022年5月より銚子電気鉄道の地域おこし協力隊の一員となり、同年8月に同社の運転士となる。2024年6月には同社の取締役に就任した。

## 人物
幼少期から将来の夢を「電車の運転士さん」と書くほど鉄道好きであり、鉄道の仕組み全体が好きな少年だった。やがて日本地理など、様々な分野に興味を持つようになった。高校時代は、高校生クイズで全国大会に出場した経歴も持つ。新婚旅行でシンガポールや単身旅行したマレーシアで、日本とのカルチャーショックを受けた。そこから一念発起し、留学を経てシンガポールの外資系企業に転職。日本へ帰国した後は、経営企画部を経て起業した。

## 著書
単行本
- 『電車を運転する技術　安全、定時、快適な運転の秘訣』SBクリエイティブ、2020年8月19日、ISBN 978-4-8156-0717-3。
- 『鉄道運転進化論』交通新聞社新書、2022年10月6日、ISBN 978-4-330-05722-4。